# École de Düsseldorf (photographie)
Pour les articles homonymes, voir École de Düsseldorf.

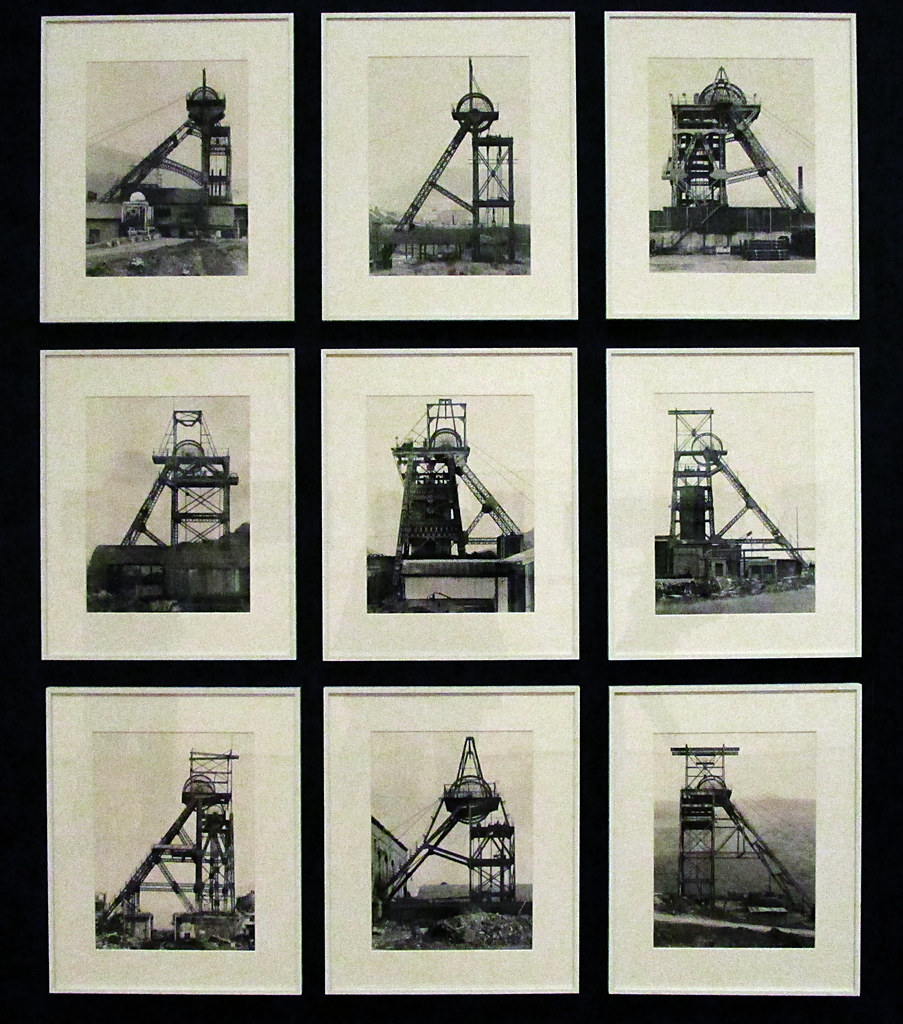
Typologie

L'école de photographie de Düsseldorf moderne, aussi appelée École Becher (d'après Bernd Becher et Hilla Becher), est fondée en 1976 à Düsseldorf. Bernd Becher ouvre une section photographie à l'Académie des beaux-arts de Düsseldorf et y travaille en collaboration avec sa femme Hilla Becher. Elle participe activement mais son statut de femme l'empêche d'être enseignante. L'École Becher désigne le groupe de personnes ayant étudié sous la direction de ceux-ci. Parmi leurs élèves les plus connus, on retrouve Andreas Gursky, Thomas Struth, Thomas Ruff, Candida Höfer, Axel Hütte et Petra Wunderlich (de) qui ont marqué la photographie contemporaine,,.
L'école de Düsseldorf est parfois considérée comme la base de la photographie moderne. De nouvelles normes de performances objectives sont introduites pour le genre artistique de la photographie, que les Becher voulaient placer au même niveau que la peinture.
Dans leur travail photographique, ils cherchent à atteindre une certaine objectivité et à se passer des détails narratifs, pour se concentrer sur les similarités et les différences entre les objets photographiés. Pour cela, ils respectent une composition stricte, une lumière neutre (tôt le matin) et une prise de vue frontale. Ils sont connus pour leur dévotion aux images industrielles en noir et blanc (se rapprochant ainsi de la Nouvelle Objectivité).
Bernd et Hilla voient le côté sculptural de l'objet. Ils sont intéressés par les vieux bâtiments industriels qu'ils isolent de leur contexte grâce à un cadrage rigoureux ou à des éléments naturels comme le brouillard. Les Becher travaillent généralement en série, classant les bâtiments selon leur typologie.
Les élèves des Becher n'ont pas retenu cette vision de catalogue, cette recherche scientifique servie par l'image, mais ils conservent certaines caractéristiques comme la vision frontale, le cadrage serré et la volonté de distanciatation.

## Ouvrage
- Anonymous Sculptures[7].

## Expositions
- 4 octobre 2008 - 4 janvier 2009 : Objectivités. La photographie à Düsseldorf, Musée d’Art moderne de la Ville de Paris[8],[9],[10].

- 11 septembre 2010 - 16 janvier 2011 : Der rote Bulli : Stephen Shore und die Neue Düsseldorfer Fotografie, NRW-Forum, Düsseldorf[11].